# Boxman

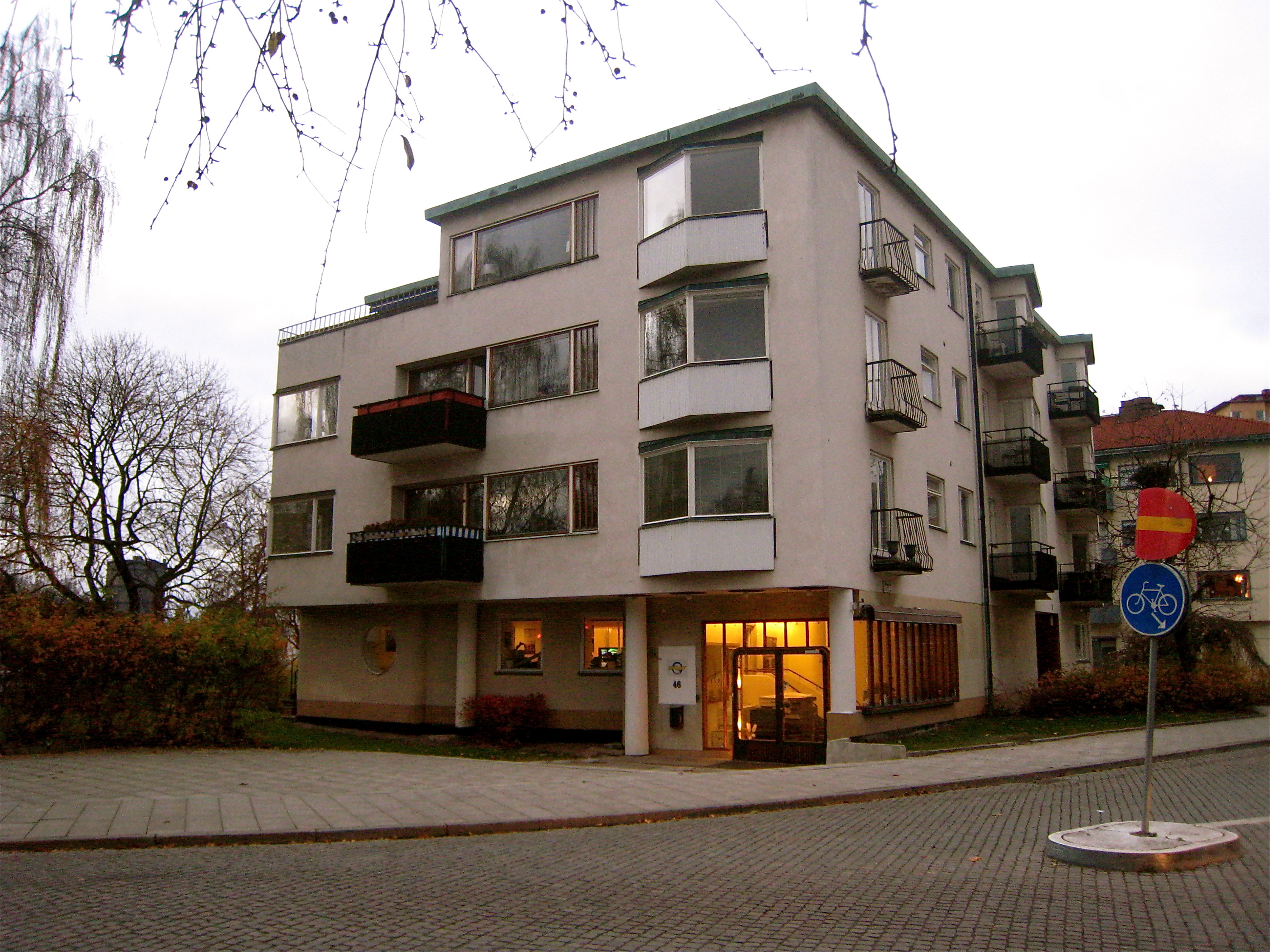
Boxmans forna huvudkontor låg i bottenvåningen på Erik Dahlbergsgatan 46 på Gärdet

Boxman var ett svenskt e-handelsföretag som existerade 1997 till 2000 och som sålde CD-skivor och DVD-filmer. 
Företaget, som grundades i december 1997 av bland andra Ola Ahlvarsson, var en tidig pionjär inom e-handel, och uppnådde en stor marknadsandel inom denna. I oktober 2000, samband med den så kallade IT-kraschen, gick företaget i konkurs.

## Historia
Grundaren Ola Ahlvarsson hade tidigare arbetat på Spray.se. Bland investerarna i Boxman fanns riskkapitalister som Jan Carlzon och popstjärnor som Roxette, Ace of Base och Blümchen. Popstjärnorna användes som affischnamn i utbyte mot aktier. Detta var ett grepp som skapade mycket uppmärksamhet. Försäljningen 1999 uppgick till cirka 180 miljoner kronor. Ett problem som Boxman mötte var att de inte löst logistiken kring leveranser. I en kundundersökning uppgav 79 procent att de inte fått sina varor i tid och hälften att de inte hade fått dem alls. När Boxman startade sin verksamhet i Frankrike upprepas problemen och för att komma till rätta med detta engagerades bland annat Microsoft. Bill Gates kom till Sverige och pratade om Boxman som den ditintills största installationen för Microsoft inom e-handeln.
I mitten av 1999 slogs Boxman ihop med brittiska IMVS. Boxman led även av lönsamhetsproblem. Första halvåret 2000 gjorde Boxman en förlust på 340 miljoner kronor. I mars 2000 genomfördes en nyemission som gav företaget 178 miljoner, till en aktiekurs om 24:50 kronor. En ytterligare nyemission med slutdatum i början av oktober genomfördes till kursen 1:40 kronor, men tog endast in 70 miljoner kronor av avsedda 400 miljoner. Efter den misslyckade nyemissionen begärdes Boxman i konkurs i oktober 2000. Under de knappa tre år som Boxman existerade så kostade företaget investerarna 600 miljoner kronor.
Sommaren 1999 lämnade grundaren Ola Ahlvarsson företaget och i samband med konkursen ett år senare så menade han att misslyckandet berodde på tre faktorer: inkompetens, dåliga rådgivare och alltför kortsiktiga investerare.
Namnet Boxman återanvändes 2002 i företagsnamnet för Boxman Sverige AB, som bedrev filmuthyrning över Internet, och som 2006 gick upp i Lovefilm.